# آلترنتیو ۴ (آلبوم)
| بررسی انتقادی    | بررسی انتقادی |
| منبع             | رتبه‌بندی      |
| ---------------- | ------------- |
| آل‌میوزیک         | [ ۱ ]         |
| متال استورم      | [ ۲ ]         |
| اسپاتنیک‌میوزیک   | [ ۳ ]         |
| Silencio Hungary | [ ۴ ]         |

آلترنتیو ۴ (به انگلیسی: Alternative 4) نام یک آلبوم استودیویی از گروه موسیقی راک بریتانیایی، آناتما، است. این آلبوم در ۲۲ ژوئن ۱۹۹۸ توسط Peaceville Records منتشر شده‌است. در این آلبوم دانکن پترسون نقش بسزایی در آهنگسازی ایفا کرده‌است.

## فهرست ترانه‌ها
| شماره | عنوان             | معنی نام            | زمان |
| ----- | ----------------- | ------------------- | ---- |
| ۱     | «Shroud of False» | «کَفن کِذب»           | ۱:۳۷ |
| ۲     | «Fragile Dreams»  | «رویاهای شکننده»    | ۵:۳۲ |
| ۳     | «Empty»           | «تُهی»               | ۳:۰۰ |
| ۴     | «Lost Control»    | «از دست دادن کنترل» | ۵:۵۰ |
| ۵     | «Re-Connect»      | «اتصال مجدد»        | ۳:۵۲ |
| ۶     | «Inner Silence»   | «سکوت درونی»        | ۳:۰۸ |
| ۷     | «Alternative 4»   | «آلترنتیو ۴»        | ۶:۱۸ |
| ۸     | «Regret»          | «پشیمانی»           | ۷:۵۸ |
| ۹     | «Feel»            | «احساس کن»          | ۵:۲۸ |
| ۱۰    | «Destiny»         | «سرنوشت»            | ۲:۱۴ |

## اعضای مشارکت کننده در این آلبوم
- وینسنت کاوانا — خواننده،  گیتار
- دنییل کاوانا — گیتار، کیبورد، پیانو
- شاون استیلز — درام
- دانکن پترسون — گیتار بیس، پیانو
- گئورگی ریکی — ویالون